# Йожеф Чатарі
Йожеф Чатарі (угор. József Csatári; нар. 17 грудня 1943, Будапешт — 30 січня 2021) — угорський борець вільного та греко-римського стилів, срібний призер чемпіонату світу та учасник Олімпійських ігор з греко-римської боротьби, срібний і бронзовий призер чемпіонатів Європи та дворазовий бронзовий призер Олімпійських ігор у змаганнях з вільної боротьби.

## Життєпис
Йожеф Чатарі в юності пробував багато різних видів спорту. Починав з футболу, але в 14 років перейшов у легку атлетику, штовхав ядро, а потім грав у гандбол. Він став м'ясником, і коли він працював на бійні, один із його товаришів запросив його до борцівського клубу «Kinizsi Húsos», де він і почав займатися боротьбою. Його першим успіхом стало те, що він посів третє місце на чемпіонаті країни серед юніорів, а в 1962 році його запросили тренери національної збірної. Оскільки він не хотів сидіти на дієті, він боровся у вищій ваговій категорії, де Іштван Козма, пізніше дворазовий чемпіон Олімпійських ігор, був його головним партнером по тренуваннях, і Чатарі вчився у нього.
У 1963 році Чатарі дебютував у дорослій збірній, але не пройшов кваліфікацію на Олімпійські ігри в Токіо 1964 року. Потім він перейшов до спортивного клубу «Гонвед», де його тренував Карой Карпаті, олімпійський чемпіон Берліна. У 1968 році Чатарі виступав на Олімпійських іграх в Мехіко і виграв бронзову медаль у вільному стилі у ваговій категорії до 97 кг. Чотири роки потому в Мюнхені він виграв бронзову медаль у вільному стилі, а також фінішував четвертим у греко-римському стилі, але у категорії 100 кг. Він був одним з останніх борців, які досягли успіху в обох стилях.
Загалом Чатарі виграв дві срібні медалі чемпіонату світу та виграв 19 особистих і 21 командний чемпіонат країни. Виступав за спортивний клуб BHSE, Будапешт. Вийшов на пенсію в 1975 р. Крім спорту закінчив технікум громадського харчування, тому спочатку став керівником клубу «Гонвед», а потім повернувся на скотобійню, звідки пішов у 1985 р. через погіршення здоров'я.

## Спортивні результати на міжнародних змаганнях

### Виступи на Олімпіадах
| Змагання                    | Збірна   | Вагова категорія                     | Місце  |
| --------------------------- | -------- | ------------------------------------ | ------ |
| Літні Олімпійські ігри 1968 | Угорщина | вільна боротьба, до 97 кг            | Бронза |
| Літні Олімпійські ігри 1972 | Угорщина | вільна боротьба, до 100 кг           | Бронза |
| Літні Олімпійські ігри 1972 | Угорщина | греко-римська боротьба, понад 100 кг | 4      |

### Виступи на Чемпіонатах світу
| Змагання                        | Збірна   | Вагова категорія                     | Місце  |
| ------------------------------- | -------- | ------------------------------------ | ------ |
| Чемпіонат світу з боротьби 1963 | Угорщина | греко-римська боротьба, до 97 кг     | 6      |
| Чемпіонат світу з боротьби 1970 | Угорщина | греко-римська боротьба, понад 100 кг | Срібло |
| Чемпіонат світу з боротьби 1971 | Угорщина | вільна боротьба, до 100 кг           | 4      |
| Чемпіонат світу з боротьби 1971 | Угорщина | греко-римська боротьба, понад 100 кг | 5      |
| Чемпіонат світу з боротьби 1973 | Угорщина | вільна боротьба, до 100 кг           | Срібло |
| Чемпіонат світу з боротьби 1973 | Угорщина | греко-римська боротьба, понад 100 кг | 6      |

### Виступи на Чемпіонатах Європи
| Змагання                         | Збірна   | Вагова категорія           | Місце  |
| -------------------------------- | -------- | -------------------------- | ------ |
| Чемпіонат Європи з боротьби 1966 | Угорщина | вільна боротьба, до 97 кг  | Бронза |
| Чемпіонат Європи з боротьби 1967 | Угорщина | вільна боротьба, до 97 кг  | 4      |
| Чемпіонат Європи з боротьби 1968 | Угорщина | вільна боротьба, до 97 кг  | 4      |
| Чемпіонат Європи з боротьби 1969 | Угорщина | вільна боротьба, до 100 кг | 5      |
| Чемпіонат Європи з боротьби 1970 | Угорщина | вільна боротьба, до 100 кг | 4      |
| Чемпіонат Європи з боротьби 1973 | Угорщина | вільна боротьба, до 100 кг | Срібло |
| Чемпіонат Європи з боротьби 1974 | Угорщина | вільна боротьба, до 100 кг | 6      |